# Ваточник мясо-красный
Ва́точник мя́со-кра́сный (лат. Asclépias incarnáta)  — многолетнее травянистое растение; вид рода Ваточник семейства Кутровые.

## Описание
Ваточник мясо-красный — травянистое растение, достигает в высоту 100—120 см. 
Цветки — мелкие, красные или розо-пурпурные, с приятным ароматом, собраны в соцветия. Соцветие — зонтиковидная извилина, достигает в диаметре 6 см.

## Галерея
| Листья | Соцветие | Плоды |